# Demokrati
| Fullvärdiga (liberala) demokratier: 8,01-10,00 | (Liberala) Demokratier med anmärkningar: 6,01-8,00 | Hybridregimer: 4,01-6,00 | Auktoritära regimer: 0,00-4,00 |

Demokratins de jure-status i världen. De gröna länderna hävdar själva att de är demokratier, medan de röda inte gör det.

Världskarta som visar Demokratiindex över liberala demokratier (2018), sammanställt av The Economist.
Länk till kartan

Det här diagrammet visar utvecklingen av antalet "demokratiska" och "auktoritära" stater mellan 1973 och 2013, enligt ett index som ges ut av organisationen Freedom House.
Liberal demokrati
Delvis liberala demokratier
Ej liberala demokratier

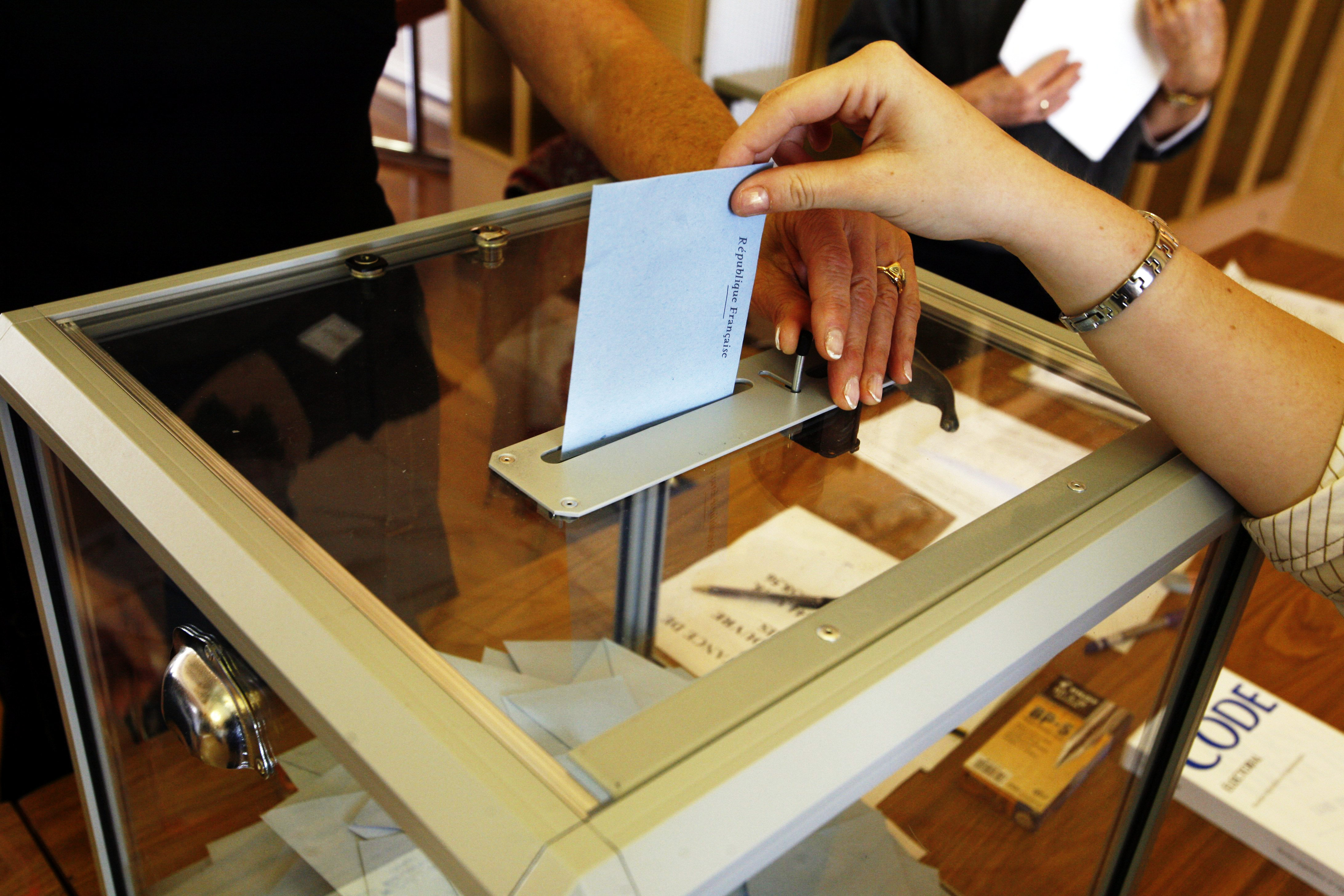
En genomskinlig valurna.

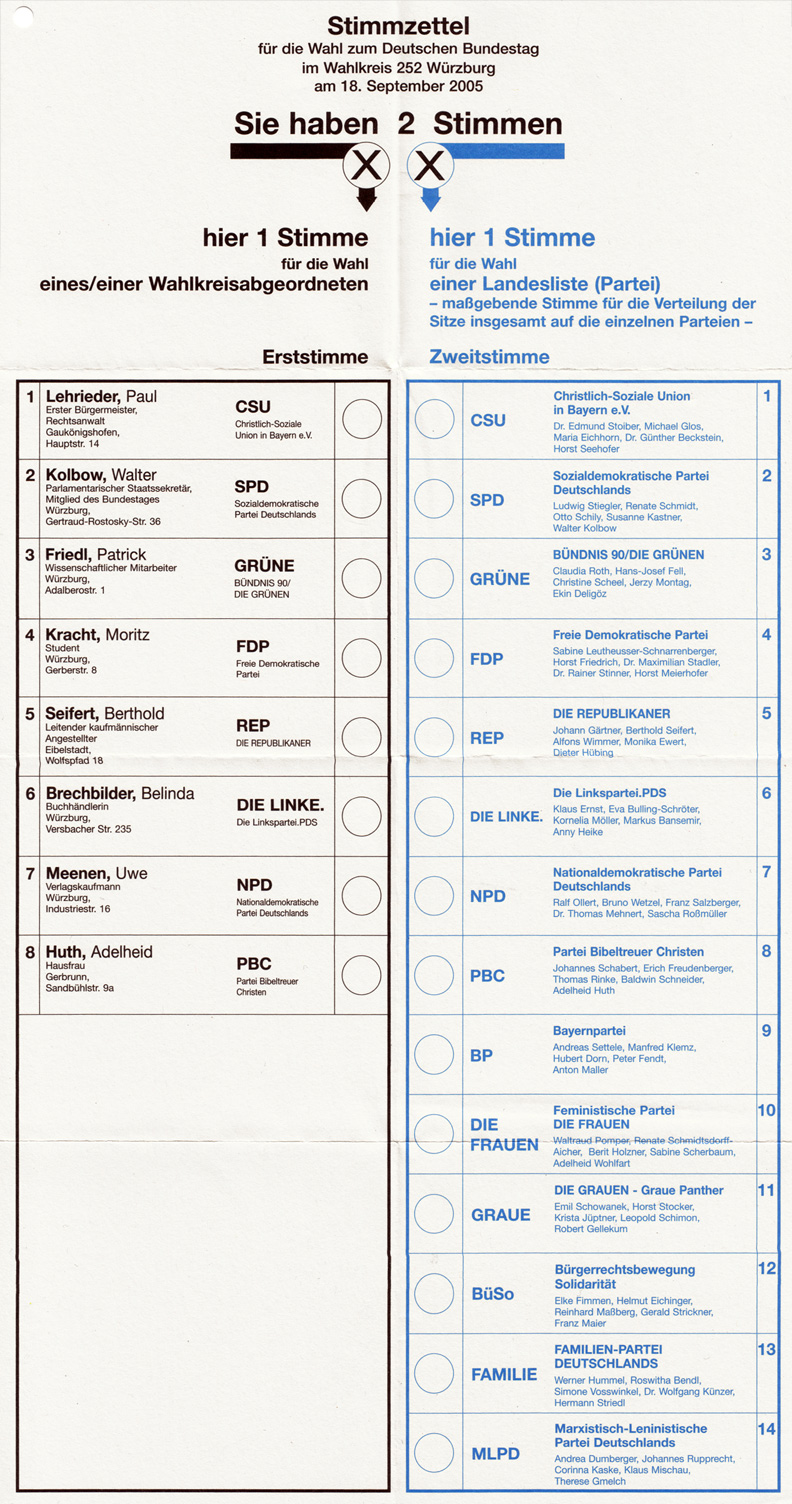
Valsedel i Bayern.

Demokrati (från grekiskans δήμος, démos – folk och κρατος, krátos – styre, herravälde, översatt: folkstyre eller folkmakt) är ett styrelseskick där makten i en stat eller annan organisation utgår från dess medborgare, invånare, deltagare eller medlemmar. Demokrati är ett omtvistat politiskt begrepp och det finns många olika sätt att definiera och kategorisera demokrati. Det är dock oomtvistat att demokrati innebär att folket har den slutgiltiga makten över staten.
Sveriges demokrati är en representativ demokrati, vilket innebär att röstberättigade i fria och allmänna val väljer förtroendevalda representanter till landets beslutande församlingar vilka kan vara både på lokal och statlig nivå. Direktdemokrati innebär att besluten istället fattas direkt av röstberättigade. Direktdemokrati tillämpas bland annat i föreningar, men även i vissa länder som Schweiz. Beslutande folkomröstningar är en typ av direktdemokrati.
Sedan åren kring 1990 är demokrati det styrelseskick som de flesta länder uppger sig ha, genom olika demokratimodeller. Demokrati kan därmed innebära en sak i exempelvis Kina och något annat i Danmark. De som förespråkar liberal demokrati kan påstå att stater som inte är liberala demokratier inte är "riktiga demokratier" då man menar att de saknar politisk demokrati. Socialister, anarkister och länder som förespråkar folkdemokrati kan å sin sida påstå att liberala demokratier inte är "riktiga demokratier" då man menar att dessa saknar ekonomisk demokrati.
Demokrati kan förknippas med vissa värderingar och rättigheter. Demokratiska grundtankar som framhålls av bland andra Sveriges regering och riksdag är alla människors lika värde och rättigheter, tanke och yttrandefrihet och respekten för de mänskliga rättigheterna enligt internationella konventioner.
De flesta demokratiska stater har grundlagar för att förhindra att den politiska makten blir snedfördelad, till exempel genom att makten är delad mellan den verkställande makten, den lagstiftande makten och den dömande makten. Återkommande kritiska poänger är majoritetsförtryck, att medborgarna inte har tid att sätta sig in i alla frågor, och att de politiska partierna ägnar mer tid åt röstfiske än åt att styra. Intressekonfliktsfrågan är också vanlig.
Embryot till vad som uppfattas som den moderna representativa demokratin uppstod i västvärlden på 1700- och 1800-talen med Frankrike och USA som tidiga exempel. Under 1900-talet fördjupades demokratin med bland annat kvinnlig rösträtt. Den moderna representativa demokratin har sedan successivt under 1900-talet spridit sig över världen till Latinamerika, Afrika, Asien och mot slutet av århundradet till före detta socialistländer.
Även om begreppet demokrati oftast används i kontexten av politiska stater används det också inom privata organisationer, då ofta med hänsyftning på att alla närvarande har rösträtt. I det sammanhanget kontrasteras demokrati ibland mot chefsstyre eller expertstyre.

## Etymologi
Ordet demokrati är en sammanfogning av grekiskans δῆμος demos, folket, och κράτος kratos, styre, med den ungefärliga betydelsen "folkstyre". I svenskan finns ordet belagt sedan 1596.

## Definitioner

### Grundläggande drag
Demokrati är ett omtvistat begrepp och det finns många olika sätt att definiera och kategorisera demokrati. Demokrati används både som ett politiskt ideal och ideologi å ena sidan, och som ett analytiskt begrepp för att definiera styrelseskick runt om i världen (och historiskt) å andra sidan.
Trots att demokrati är ett omtvistat begrepp enas många forskare om att demokrati rör kollektivt beslutsfattande samt individuella rättigheter och friheter. Demokrati har beskrivits som att inkludera de som påverkas av ett kollektivt beslut i själva beslutet. Demokrati bygger på tre kärnvärden eller principer: folksuveränitetsprincipen, politisk frihet och politisk jämlikhet, där både frihet och jämlikhet är lika centrala för demokrati.
Principen om folksuveränitet innebär att folket utgör den yttersta grunden för den offentliga makten. Frihet kan förstås ur ett negativt perspektiv som frånvaro av dominans, eller i positiv bemärkelse som autonomi eller självstyre. Friheten begränsas av den konstitution och de lagar som har stiftats på demokratisk väg. För att garantera den politiska friheten krävs en rättsstat. Den politiska jämlikheten innebär att alla medborgare har samma medborgerliga och politiska rättigheter. Medborgerlig jämlikhet innebär likheten inför lagen, medan politisk jämlikhet är ett tillstånd där alla medborgare har samma inflytande på det kollektiva beslutsfattandet.
Sveriges riksdag har definierat sex grundläggande drag för demokrati:
1. Fria val
2. Flera partier
3. Politiska rättigheter
4. Rättssäkerhet och likhet inför lagen
5. Respekt för mänskliga rättigheter
6. Fungerande statsförvaltning

Balansen och den potentiella konflikten mellan folkstyre, rättsstat och handlingskraft har av statsvetarna Katarina Barrling och Sören Holmberg benämnts som "demokratins triangeldrama".

### Olika typer av definitioner
Enligt statsvetaren Charles Tilly finns det fyra olika typer av analytiska (jämfört med normativa) definitioner som används: konstitutionella, substantiella, procedurdefinitioner och processorienterade definitioner.
- Konstitutionella definitioner ser till landets grundlag och vad den säger politisk aktivitet, människors fri- och rättigheter, m.m. Utifrån grundlagen definieras landet som en demokrati eller icke-demokrati. Nackdelen med definitionen är att länders politik och styrelse i praktiken tenderar att skilja sig från vad som står skrivet i konstitutionen.[16]
- Substantiella definitioner analyserar livet i landet och vilken politik som regeringen bedriver. Om regeringen t.ex. förordar individens friheter,  en öppen samhällsdebatt, goda levnadsförhållanden och fredliga konfliktlösningar så kan landet anses vara en demokrati.  Metoden har dock problem i hur målkonflikter mellan de ovannämnda värdena ska hanteras.[16]

- Procedurdefinitioner siktar in sig på ett urval av styrelsesätt i ett land och avgör utifrån dessa landets demokratiska status. Det kan till exempel vara en analys av hur valen i landet går till där en analys kan göras av hur många i befolkningen som faktiskt röstar och om det finns genuint självständiga politiska alternativ att välja mellan. Procedurdefinitioner tenderar att göra en snäv analys av ett politiskt system, vilket gör att man kan missa odemokratiska element.[16]

- Processdefinitioner av demokrati utgår från en bred uppsättning demokratiska processer. Några frågor som besvaras är om alla medborgare har samma möjlighet att rösta, om de kan påverka dagordningen och delta i det demokratiska samtalet. Nackdelen för det här sättet att definiera demokrati är att metoden lätt reduceras till en lista över ja- och nej-frågor och att man missar att demokrati ofta kan vara en fråga om nyanser mellan mer eller mindre demokratiska system.[16]

#### Minimalistisk definition
En minimalistisk definition av demokrati som använts av forskare i jämförande studier mellan olika länder är Joseph Schumpeters definition. Han definierar demokrati så här: "Vi definierar den demokratiska metoden som ett institutionellt arrangemang för politiska beslut, där [de politiska eliterna] får makt att besluta genom en fri tävlan om folkets röster". Enligt Schumpeter är demokrati först och främst en politisk metod för att avgöra vem som ska styra i vad han ser som en kamp mellan olika politiska eliter och partier. Schumpeters definition är en typ av procedurdefinition.

#### Robert A. Dahls definitioner
Den amerikanske statsvetaren Robert A. Dahls definition av demokrati har fått ett starkt inflytande och brett erkännande. Dahl skiljer i huvudsak mellan demokrati som ideal och en empirisk demokrati, där den empiriska demokratin är en faktisk existerande typ av statsskick som Dahl kallar polyarki. Det demokratiska idealet kan ses både som en idealtyp för att skilja det från andra begrepp och som ett ideal i meningen förebild som av vissa anses vara det moraliskt bästa.
Dahl har formulerat det demokratiska idealet med följande kriterier:
- Effektivt deltagande: Under beslutsprocessen i ett demokratiskt system måste varje medborgare ha jämlika och effektiva möjligheter att presentera sin åsikt i vilket beslut som ska fattas.

- Jämlik röstning: När ett beslut ska fattas behöver varje medborgare ha jämlika och effektiva möjligheter att rösta och varje röst måste räknas lika mycket.
- Upplyst förståelse: Varje medborgare måste ges jämlika och effektiva möjligheter att studera alternativa beslutsvägar och deras troliga konsekvenser.
- Kontroll över agendan: Medborgarna måste ha den uteslutande möjligheten att bestämma hur - och om - en fråga ska hamna på beslutsagendan. Det demokratiska systemets beslut måste vara öppna för medborgarna om de så önskar.
- Inkludering av vuxna: Alla vuxna som är permanent bosatta i ett land ska ha de medborgerliga rättigheter som följer av de fyra första punkterna.

Som komplement till det demokratiska idealet ställer Dahl upp ett antal kriterier för polyarki, alltså den empiriska typ av regim som ligger närmast de demokratiska idealen:
- Fria och opartiska val: Befattningshavarna ska utses i regelbundna, opartiska val
- Allmän rösträtt och rätt att kandidera: Alla vuxna bör ha rösträtt till valen och rätt att ställa upp som kandidat
- Yttrandefrihet och skydd för yttrandefrihet: Individer ska kunna uttrycka sina åsikter och rätten ska skyddas
- Alternativa informationskällor: Alla medborgare ska kunna söka alternativ information utan statlig kontroll
- Föreningsfrihet: Medborgarna ska ha rätt att bilda självständiga föreningar, särskilt politiska partier.
- Valda befattningshavare: Myndigheterna och partierna ska vara ansvariga gentemot medborgarna och valresultaten
- Politisk hörsamhet: Regering och partier ska hörsamma väljarnas vilja

Rättigheterna och friheterna ska inte bara finnas formellt utan också i praktiken. Detta förutsätter att någon form av rättsstat existerar.

#### Karl Popper
Den österrikiske filosofen Karl Popper förde fram en definition av demokrati som det styrelseskick där de styrande kan avlägsnas av de styrda på ett fredligt sätt och att den demokratiska ordningen inte utan vidare kan sättas ur spel. Det vill säga att folket kan bli av med makthavarna utan blodspillan. Mot detta ställde Popper vad han kallade tyranni, ett styrelseskick som de styrda bara kan förändra med våld. Poppers definition har delvis kritiserats för att vara förenklad, men kanske framför hans tes att icke-demokratier enbart kan förändras genom våld. Kritiker har lyft reformerna i Sovjetunionen och demokratiseringen av kommunistiska länder i Östeuropa under 1980- och 90-talen som exempel på fredliga övergångar från icke-demokrati till demokrati.

### Inkludering och kompetens
Utifrån de grundläggande demokratiska principerna om politisk frihet och jämlikhet menar flera statsvetare och politiska tänkare att en av demokratins centrala delar är politisk inkludering. Statsvetaren Claudia Zilla menar att demokrati per definition handlar om politisk inkludering men inte nödvändigtvis om social och ekonomisk inkludering. Det tydligaste uttrycket för politisk inkludering - och ett centralt krav enligt många demokratidefinitioner - är lika rösträtt. William A. Galston argumenterar för att demokrati i sin mest grundläggande form kräver jämlikhet mellan alla medborgare, samt att kriterierna för medborgarskap är breda och omfattar en stor del av samhället. Mot bakgrund av det här har det ifrågasatts om det är möjligt att kalla länder utan kvinnlig rösträtt för demokratiska.
Statsvetaren Ludvig Beckman argumenterar för demokratins grundidé om att den som är "underställd kollektiva beslut ska ha möjlighet att delta i dem" bygger på två principer för att kunna fungera: inklusionsprincipen och kompetensprincipen. Beckman menar att principen om inkludering kräver att så många samhällsgrupper som möjligt får delta i politiska beslut, medan kompetensprincipen handlar om att den som deltar i det politiska livet behöver kunna identifiera sina egna intressen. Principerna står i motsatsförhållande till varandra och leder i praktiken bland annat till en begränsning av politiskt deltagande genom en rösträttsålder.

## Folket och styret
Frågan om vilka som utgör folket (demos) i en demokrati är en central fråga som har givit upphov till många olika lösningar och förslag. Såväl i det antika Grekland som i moderna styrelseformer har vissa grupper i samhället uteslutits som okvalificerade för politiskt deltagande. I den klassiska världen runt Medelhavet var det enbart fria manliga medborgare som var kvalificerade att betecknas som del av folket och delta i politiken. I modern teori är definitionen av "folket" i folkstyrelsen avgörande för olika förståelse av demokratins innebörd.
Likaså har frågan om vad styret är och tolkningen av denna haft skiftande betydelser. Enligt traditionen från antikens Grekland har demokrati ofta förknippats med folkets direkta deltagande i den politiska beslutsprocessen genom folkförsamlingar, direktdemokrati. Direktdemokratiska element som folkförsamlingar har senare förekommit i nordamerikanska kolonier och delstater, samt i Schweiz. Folkomröstningar förekommer i många länder och kan förstås som ett direktdemokratiskt element.
Demokrati kan ur andra synvinklar även syfta på ett större medbestämmande på andra arenor än i en stat, så som demokrati i familjen, brukardemokrati, arbetsplatsdemokrati, närdemokrati med mera.

## Typer av demokrati
Den traditionella indelningen av demokrati har varit direkt demokrati och representativ demokrati, som båda kan utövas på en rad olika sätt.
Liberal demokrati är en statsvetenskaplig term som ibland likställs med den konstitutionella demokratin, ett styrelseskick med representativ demokrati där de folkvaldas politiska makt regleras i grundlagar och lagar och därmed står under rättsväsendet. I begreppet liberal demokrati ingår ofta att grundlagar garanterar individens fri- och rättigheter och reglerar majoritetens makt över minoriteters civila rättigheter. Termen "liberal" i "liberal demokrati" antyder inte att statsskicket i en sådan demokrati behöver följa den politiska ideologin liberalism. En liberal demokrati kan vara socialistisk, konservativ eller hänförd till andra demokratiska ideologier. Termen liberal demokrati anspelar ofta på rättsligt skydd för medborgerliga rättigheter.

### Direktdemokrati
Den direkta demokratin brukar anses ha sitt ursprung i staden Aten i antikens Grekland, och innebär att alla röstberättigade har möjlighet att själva ta beslut i alla politiska frågor. I antikens Aten utövades den direkta demokratin genom att alla fria män samlades på ett torg och fattade beslut med handuppräckning. Samma system, med bistånd av viss modern teknik, används än i dag exempelvis i Schweiz kantoner och i vissa kommuner i till exempel USA. I Massachusetts, USA, finns bland annat öppna kommunala möten där varje medborgare har rösträtt i olika frågor. Det moderna informationssamhället anses av vissa öppna för möjligheten av system med direktdemokrati även om befolkningstalet är stort, något som ibland kallas för e-demokrati. Folkomröstningar och medborgarinitiativ är två konkreta former av direktdemokrati i många demokratiska system. I Sverige är emellertid folkomröstningar rådgivande – staten eller kommunen behöver inte rätta sig efter folkomröstningens utfall, så länge omröstningen inte gäller en grundlagsändring.

### Representativ demokrati (indirekt demokrati)
Representativ demokrati eller indirekt demokrati är idag den dominerande formen av demokrati, och innebär att de röstberättigade i allmänna och återkommande val får välja partier eller personer som i begränsade perioder får mandat att fatta bindande beslut i folkets namn. De olika partierna eller personerna konkurrerar om väljarnas röster. De representanter som väljs får en plats i den lagstiftande församlingen. Denna variant av demokrati kan även kallas valdemokrati på grund av valens betydelse.
För att en representativ demokrati ska fungera behöver medborgarna garanteras vissa grundläggande fri- och rättigheter. Sådana kan vara yttrandefrihet, pressfrihet, tillgång till alternativ information, allmän rösträtt och organisationsfrihet för att denna demokratimodell ska fungera som det är tänkt. Dessa fri- och rättigheter får rent logiskt den pluralistiska demokratimodellen att fungera. Det kan sägas handla om att garantera fri opinionsbildning.
I en representativ demokrati handlar valet av personer främst om åsiktsrepresentativitet. I väljarnas mandat ingår en förväntan att de valda representanterna fattar sina beslut i linje med den ideologi de sagts sig representera. Trots väljarnas förväntan är representanterna generellt valda på ett fritt mandat och kan själva avgöra hur de vill rösta.
Statsskicket i ett land reglerar hur makten ska delas mellan olika valda församlingar och personer. Parlamentarism (som till exempel i Storbritannien eller Sverige) innebär att en folkvald församling i sin tur utser en regering. Presidentialism (som till exempel i USA) innebär att en folkvald president har stor makt. Statsskicken i exempelvis Frankrike och Finland är kombinationer av parlamentariskt och presidentiellt styre.
I Sverige har den valda församlingen (riksdagen) den lagstiftande makten och regeringen den verkställande makten.
Val i Sverige hålls vart fjärde år till riksdag, landsting och kommunfullmäktige. Val i Finland av president sker vart sjätte år, och till kommun, välfärdsområde och riksdag vart fjärde år. Europaparlamentet håller val vart femte år.
Det finns inte bara en slags representativ demokrati. Det existerar flera olika modeller för hur demokratin bäst kan organiseras och ges innehåll. Några exempel enligt statsvetaren Joakim Ekman är elit-/konkurrensdemokrati, deltagardemokrati och deliberativ demokrati.

#### Elit- eller konkurrensdemokrati
Den elitistiska demokratimodellen utgår från att beslut som fattas i en modern demokrati inte kan sägas avspegla någon slags folkvilja. I stället uttrycker denna modell demokratin som ett politiskt system där folket regelbundet får välja mellan ett antal konkurrerande eliter. När en elit kommer till makten är det orimligt att samtliga beslut som fattas stämmer överens med folkets eller väljarnas vilja. Väljarna lämnar snarare över styret av staten till en professionell elit.
Folket utövar sin makt främst genom ansvarsutkrävande. Medborgarna avsätter de politiker och partier som de menar gör ett dåligt jobb, genom att i nästa val lägga sin röst på något annat parti. Val handlar således inte bara om att välja in partier eller personer utan den demokratiska komponenten i en konkurrensdemokrati är att kunna avsätta den professionella elit och på så sätt utkräva ansvar för misskötsel av den makt de betrotts med.

#### Deltagardemokrati
Deltagardemokrati ser kontinuerligt politiskt aktiva och engagerade medborgare som en förutsättning för en väl fungerande demokrati. De menar att det inte är tillräckligt att väljarna utser sina representanter vid de allmänna valen såsom i konkurrensdemokratin. Medborgarna ses således som något mer än enbart väljare. Besluten bör inte helt lämnas över till eliterna, utan medborgarna bör kontinuerligt medverka i det politiska beslutsfattandet. Ett exempel kan vara att föräldrarna på en förskola ges viss makt över besluten som rör förskolan. Det kan handla om möjligheter att föra fram önskemål till ansvariga politiker och tjänstemän eller väcka vissa frågor. Förespråkarna för deltagardemokrati menar att den stärker demokratiska besluts legitimitet och förankring och att den leder till ökad kunskap, politiskt självförtroende och en mer utbredd känsla för det allmännas bästa. Ytterst menar de att deltagardemokratin bidrar till att en värdegemenskap uppstår hos medborgarna.
Kritiker av deltagardemokrati menar att deltagardemokratiska arrangemang riskerar att bli ojämlika och att det demokratiska idealet om en person, en röst kan hotas, genom att aktiva och politiskt intresserade ges oproportionellt mycket makt.

#### Deliberativ demokrati
Förespråkarna för deliberativ demokrati menar att demokrati inte bara har att göra med valet av politiska representanter eller bara ett allmänt medborgardeltagande. Det centrala är i stället att lära sig lyssna och förstå andras argument och diskutera sig fram till lösningar på gemensamma problem. Termen deliberativ kommer från engelskans deliberative som betyder ”övervägande” eller ”överläggande”. Den deliberativa demokratin betecknas även som samtalsdemokrati eller diskursiv demokrati. Idealet bygger på föreställningen att god kommunikation och lyssnande är grundläggande för att finna gemensamma lösningar på problem och att detta utgör grunden för en väl fungerande demokrati. I den svenska Demokratiutredningen lyftes ”en deltagardemokrati med deliberativa kvaliteter” fram som ett ideal för Sverige.
Deliberativ demokrati utgår från förutsättningslöshet som ett ideal och strävar efter att uppnå samförstånd. Istället för att ställa olika intressen mot varandra i demokratiska val, strävar samtalsdeltagarna efter att uppnå konsensus, genom att höra och respektfullt pröva den andres ståndpunkt innan en lösning utformas som kan accepteras av en majoritet. Deliberativ demokrati bidrar därmed också till att tydligt identifiera frågor där enighet inte är möjlig.

### Andra typer av demokrati

#### Konstitutionell demokrati
En konstitutionell demokrati är en form av styre där regeringens befogenheter är begränsade och reglerade genom en konstitution, det vill säga en skriftlig uppsättning grundläggande principer och lagar som används för att styra ett land. Konstitutionell demokrati garanterar grundläggande rättigheter för sina medborgare. Dessa rättigheter skyddas genom juridiska medel och inbyggda kontroll- och balanssystem inom samhällsstrukturen. Till exempel kan en konstitutionell demokrati innehålla maktdelningsprinciper för att förhindra att en enda entitet eller individ erhåller obegränsad makt.
Begreppet konstitutionell demokrati står för den ursprungligen västerländska formen av demokrati, och är ett styrelseskick med representativ demokrati där de folkvaldas politiska makt står under rättsväsendet. Vanligtvis garanterar grundlagar individens fri- och rättigheter och reglerar majoritetens makt över minoriteters civila rättigheter.

#### Liberal demokrati
Den liberala dimensionen av demokrati innebär ett huvudsakligt fokus på att skydda individens frihet från staten (så kallade negativa friheter), vilket skiljer den från den socialdemokratiska synen som primärt fokuserar på att stärka socioekonomisk jämlikhet och lika möjligheter (så kallade positiva friheter). Den liberala demokratidimensionen ser skyddandet av individens frihet gentemot en godtycklig stat som det främsta målet för ett demokratiskt styrelseskick, och förespråkar därför för en begränsad stat och starkt skydd av privat äganderätt och marknadsekonomi.
Liberal demokrati fokuserar på att skydda individens rättigheter och friheter. Denna syn har sitt ursprung i upplysningstidens idéer om individuell autonomi och skydd mot godtycklig makt. Liberaler menar att statens främsta roll är att värna om medborgarnas rättigheter, och de ser individens frihet och rättigheter som fundamentala för ett rättvist samhälle.
Liberal demokrati förkastar inte betydelsen av socioekonomisk jämlikhet, men den lägger ett större fokus på individens friheter. Liberal demokrati arbetar för att se till att alla medborgare har lika rättigheter och att dessa rättigheter skyddas från godtyckligt ingripande av staten. Medborgarna har rätten att utforma sitt eget liv utan otillbörlig inblandning från staten (så kallade negativa friheter).
I detta sammanhang är liberal demokrati förknippad med idéer om individuell frihet och rättigheter, och dessa idéer utgör kärnan i den liberala demokratisynen.

#### Social demokrati eller socialdemokratisk demokrati
Enligt sociologen Christopher Kollmeyer finns det en socialdemokratisk dimension av demokrati där fokuset ligger på att stärka socioekonomisk jämlikhet och lika möjligheter (positiva rättigheter), vilket skiljer den från den liberala demokratins inriktning på att skydda individens frihet från staten (så kallade negativa rättigheter).
Detta perspektiv på demokrati har sitt ursprung i marxistiska idéerna om att ekonomisk makt kan omvandlas till politisk makt, vilket kan leda till att demokratin mest gynnar de redan rika på bekostnad av en rättvis fördelning av resurser. Socialdemokrater menar att staten har en skyldighet att verka för en jämnare fördelning av samhällets rikedomar för att garantera alla medborgares rättigheter och välfärd.

#### Socialistisk demokrati
En annan demokratiterminologi som har sitt ursprung i marxismen är indelningen i politisk demokrati, social demokrati och ekonomisk demokrati, liksom i indelningen borgerlig demokrati och socialistisk demokrati.[källa behövs]
- Politisk demokrati står för avskaffandet av vad socialisterna uppfattar vara diktatur (se borgerlig demokrati) genom avskaffandet av monarkin och bourgeoisin.
- Social demokrati står för ett samhälle där alla medborgare har lika värde och ursprungligen handlade det om att alla väljares röster skulle ha samma värde oberoende av väljarens inkomster.
- Ekonomisk demokrati i marxistisk terminologi står för en socialistisk fördelning av samhällets resurser och produktionsmedel, vilket är anledningen till att beteckningen "demokratiska republiken" ingår i namnet på länder som Östtyskland och Vietnam.

#### Flytande demokrati
Flytande demokrati är en blandning mellan direktdemokrati och representativ demokrati. Formen ger de röstande möjlighet att i varje fråga antingen rösta själv (direktdemokrati), eller delegera sin röst (representativ demokrati). Formen ger deltagarna möjlighet att själv bestämma i vilken utsträckning de vill engagera sig samtidigt som de som väljer att delegera sina röster har lika mycket inflytande som de som väljer att rösta själva i en fråga.

## Demokrati och ideologi

### Nattväktarstaten
En grundtanke i den liberala idétraditionen är att staten utgör ett potentiellt hot mot medborgarnas frihet och personliga egendom, ett hot som det politiska systemet ska skydda medborgarna från, en beskyddande demokrati. Staten behövs för att hålla ordning och skapa en fungerande infrastruktur men ska i största möjliga utsträckning hålla sig borta från medborgarna. Statens inblandning i individernas liv ses i grund och botten som någonting ont, som ett hinder mot mänsklig frihet och i förlängningen mot ett samhälles ekonomiska utveckling. Förespråkare för nattväktarstaten betonar samhällets förmåga att bidra till medborgarnas välstånd genom att individens strävan efter egen vinning och fria marknadskrafter bejakas.

### Välfärdsstaten
Mot idén om nattväktarstaten står en annan demokratisyn, att demokrati ska bidra till människors utveckling. Enligt detta senare synsätt handlar det inte enbart om att säkerställa medborgarnas fri- och rättigheter utan också om att staten, genom till exempel skolor, institutionella arrangemang och lagstiftning, ska se till att människor ”växer”, bildas och fylls med insikter om samhällsordningen. Insiktsfulla medborgare antas vara en förutsättning för ett vitalt demokratiskt samhälle. Det anses således inte tillräckligt med formella demokratiska institutioner i form av val och en demokratisk konstitution, utan demokratin ska sträva efter ett mer kvalitativt innehåll.
Förespråkare för välfärdsstaten ser en risk för stora ojämlikheter om det mesta lämnas till marknaden. Staten behöver ingripa aktivt och åtminstone i viss utsträckning reglera marknadskrafterna i syfte att värna om de som de identifierar som de svagaste i samhället. I detta tänkande finns en starkare betoning av rättvisa, social eller ekonomisk jämlikhet, allmän utbildning och fattigdomsbekämpning.
Skiljelinjen mellan idén om den skyddande nattväktarstaten och den utvecklande välfärdsstaten går inte nödvändigtvis mellan liberalismen och socialismen. Socialliberaler ser, till skillnad från marknadsliberaler, staten som en möjliggörare snarare än som ett hot. Socialliberaler menar att allt inte bör lämnas till marknaden utan att staten behövs för att skapa förutsättningar för ett jämlikt samhälle där fattigdom och brist på utbildning motverkas. Idealet med en beskyddande demokrati bygger på en något mer pessimistisk bild av staten medan idealet med en utvecklande demokrati bygger på en optimistisk bild av den politiska maktens ingrepp i medborgarnas liv.

## Historia

### Demokratin i antikens Grekland

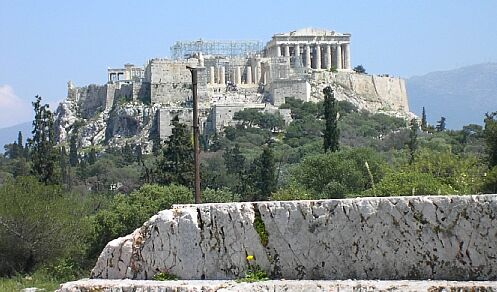
Pnyx i Aten, där folkförsamlingen samlades.

Folkförsamlingar, vars sumeriska namn var ukkin och akkadiska puhrum, vilka beskrivs ha beslutande funktioner, omtalas i texter från kulturen i Mesopotamien. Särskilt goda belägg för denna folkförsamlings natur och funktion finns i texter från den assyriska handelskolonin i Anatolien (början av 2000-talet f.Kr.) och i texter från de sumeriska stadsstaterna (2000-talet f.Kr.). Denna folkförsamling uppges ibland vara indelad i två "kamrar": en befolkad av de "äldre/stora" och en av de "yngre/små". Folkförsamlingen ska ha tillsatt kommittéer och utsett administrativa och politiska företrädare. Begreppet "primitiv demokrati" har använts för att beteckna sumeriskt styrelseskick. Mycket forskning återstår dock för att klarlägga nämnda församlings exakta natur och organisation.
Antikens Grekland anses ofta vara den västerländska demokratins vagga; se Den atenska demokratin. Under några få århundraden gick man från feodalism till en elementär form av demokrati. År 594 f.Kr. valdes Solon till arkont av Aten. Adelns vanstyre gjorde att en revolt hotade och han fick därför långtgående befogenheter. Han mildrade de drakoniska lagarna och demokratiserade delvis Aten. Bönders skulder avskrevs och slavar frigavs. Tidigare hade bara adeln rösträtt, men i stället infördes timokrati, att rösträtten fördelades efter förmögenhet.
Befolkningen delas upp i fyra fylen (socialklasser) efter rikedom, pentakosiomedimner, hippeis, theten och zeugiter. De valde nio arkonter för ett år i taget. Dessutom fanns det en folkförsamling (ekklesía) som var ett slags stormöten där samtliga medborgare har rösträtt. Det finns även ett så kallat folkråd (boulé) med 500 ledamöter funktion som beredningsorgan för folkförsamlingen.
Efter Solon 590 f.Kr. togs makten åter av diktatorer (tyranner), men efter maktstrider återupptogs 507 f.Kr. den demokratiska utvecklingen av Kleisthenes. Folket delades nu upp i tio fylen och ett råd inrättades med 50 representanter från varje fyle. Dessutom inrättades en folkförsamling dit alla medborgare hade tillträde. Medborgarskapet gällde dock enbart män, medan kvinnorna inte tilläts delta i det offentliga livet och förväntades hålla sig helt inom den egna hemmet.
En intressant aspekt på den atenska demokratin var att ämbetsmännen utsågs med lottens hjälp, vem som helst kunde bli ämbetsman. För att undvika inkompetens valdes tio ämbetsmän inom varje område. Val av ämbetsmän ansågs inte demokratiskt eftersom det skulle gynna den som hade stora medel och kunde påverka människor att rösta på honom.

### Demokratin i denRomerska republiken
Mellan åren 509 f.Kr. och 27 f.Kr. (omtvistat, sönderfallet stammade minst ett sekel tillbaka i tiden till mordet på bröderna Gracchus år 133 f.Kr.) var stadsstaten romarriket en republik, med då ungefär samma mening som en folkvald demokrati. Folkförsamlingarna (comitiae) innehade indirekt den utövande makten genom att varje år utse ämbetsmännen (magistrati), bland annat kvestorerna, edilerna, pretorerna, konsulerna och censorerna. Konsulerna tjänade två stycken samtidigt ett år åt gången som senatens ordförande och överbefälhavare för republikens styrkor. De valdes i slutet av varje år i direkta val av comitia centuriata, som bestod av alla vuxna manliga romerska medborgare. Dessa sammanträdde på Marsfältet utanför staden och var enligt socialt spektrum (inkomst, social bakgrund mm) indelade i 193 centurior. Dessa röstade inbördes vilken kandidat de ville se som konsul och kandidaten som fick flest röster fick hela centurians röst (motsvarande delstaternas elektorsröster i dagens USA). De två kandidater som vann flest centurior satt som konsuler under året som följde, och hade absolut vetorätt över varandra, samtliga ämbetsmän och över senaten. Denna var inte demokratiskt vald, utan bestod av de förnämsta politikerna ur Roms rikaste familjer. Folkförsamlingen hade dock alla fria män födda i Rom (från 89 f.Kr. hela Italien) tillgång till, under förutsättning att de uppnått vuxen ålder. Att romerska medborgare "vallfärdade" till Rom årligen för att rösta var dock mycket ovanligt, det var Roms befolkning som hade makten i folkförsamlingarna och de rikare medborgarna hade även där högre inflytande.
Ett ovanligt men välkänt tilltag med stora likheter till dagens undantagstillstånd var senaten och konsulernas möjlighet att utse en diktator i orostider, ett berömt exempel är då Hannibal efter segern vid Trasimenska sjön tågade mot staden. Senaten måste godkänna beslutet varpå konsulerna tillsammans utsåg en välkänd politiker till diktator. Denna hade, förutom ämbetsmännens vanliga immunitet under sin ämbetstid även fullständig juridiskt skydd från åtal även efter sin tid som diktator för förseelser begångna under denna period. Diktatorns makt var begränsad till en sexmånadersintervall och kunde inte förlängas. De två undantag som skedde, i båda fall under hot om vapenmakt, var Sulla och Caesars diktaturer. Den förra skulle vara på "obestämd tid" och nedlades frivilligt av Sulla efter knappt ett år, den andra, Caesars, på livstid men ändades kort efter mordet på honom.
Under det sista århundradet före Kristus började fundamenten i republiken krackelera. Efter en hastig återgång till demokratiska val efter mordet på Caesar 44 f.Kr. utropades det andra triumviratet följande år, en konstitutionssanktionerad, tredelad militärjunta mellan Octavianus, Antonius och Lepidus. Efter att de två sistnämnda stupat respektive tvingats i exil och triumviratet upphört "återlämnade Octavianus makten till senaten och folket", men innehade själv så stor popularitet bland folkförsamlingarna och legionerna att han i realiteten blev envåldshärskare. Läs Augustus för mer information.

### Ting
Det möte som skedde mellan fria män i många germanska länder, i Norden känt som ting, kan delvis ses som en demokratisk föregångare. Alltinget på Island grundades på 900-talet och fungerade som lagstiftande organ fram till 1700-talet, för att 1918 återigen agera parlament på Island, något som gör Alltinget till ett av de parlament i världen med längst historia. I Jämtland fanns Jamtamot åtminstone från tidig medeltid till 1470-talet, då det övergick till ett lagting som var motsvarigheten i Norge.

### Modern tid
I parlamentarismens föregångsland, England, ledde religiösa motsättningar till den puritanska revolutionen. Den kulminerade 1649 med Karl I:s avrättning och bildandet av en republik. Den världsliga och andliga aristokratin samlades i överhuset, grundat 1649, medan de ofrälse hänvisades till underhuset, som länge också dominerades av aristokratin. Den puritanska republiken avvecklades 1660, men redan 1689 fastslog engelsmännen, i ”Bill of Rights”, parlamentets överhöghet, och den har sedan dess varit obruten. Författningen demokratiserades dock inte förrän ett antal rösträttsreformer genomfördes åren 1832–1928.
De första länder efter antiken som anses uppfylla vissa definitioner av demokrati var Korsikanska republiken (grundad av Pasquale Paoli 1755) och USA. Den amerikanska oavhängighetsförklaringen 1776 fastslog folksuveränitet samt alla människors jämlikhet och grundläggande rättigheter. Författningen av 1789 präglas av maktdelning mellan lagstiftande, verkställande och dömande makt, garantier för tros-, yttrande-, förenings- och församlingsfrihet.
Efter första franska republikens utropande 1792 infördes för första gången allmän rösträtt för myndiga män i ett större europeiskt land (förutom den allmänna rösträtt som hade funnits i Korsika). I valet till det nya franska parlamentet, nationalkonventet, fick varje man en röst. Under 1800-talet utvidgades gradvis den andel av männen som hade rösträtt i Europa och dess nybyggarländer. Från andra halvan av 1800-talet fick även kvinnor rösträtt, med västra USA och vissa kolonier, till exempel Nya Zeeland, som pionjärer. I Europa var Schweiz och Liechtenstein sist att införa kvinnlig rösträtt på nationell nivå; 1971 respektive 1984. Under andra halvan av 1900-talet omvandlades åtskilliga militärdiktaturer och auktoritära regimer i Latinamerika, Afrika, Asien och Sydeuropa till fungerande demokratier. Med Östblockets och Sovjetunionens fall 1989-1992 ökade antalet demokratier ytterligare. Vid millennieskiftet fanns bara två relativt renodlade diktaturer kvar i Europa, Jugoslavien och Belarus, även om andra stater i östra Europa hade och fortfarande har svåra problem att utveckla fungerande demokratiska institutioner.
Enligt Freedom House ökade mellan 1900 och 1950 andelen av världens befolkning som bor i demokratier med allmän och lika rösträtt från 0 till 31 procent. År 2000 hade andelen stigit till 58 procent och fortsatte att öka.

## Effekter av demokrati
Olika effekter av demokratin har föreslagits av forskare. Enligt den demokratiska fredsteorin har två demokratier aldrig gått i krig mot varandra. Relaterade idéer är att demokratier är mer benägna att samarbeta med varandra och att demokratier har större sannolikt att vinna de krig som de deltar i. Det finns en rad ekonomiska fördelar med demokrati som har presenterats av olika forskare. Vissa forskare argumenterar för att demokratier tenderar att t.ex. ha stabila makroekonomiska doktriner. Dessa kan sedan leda till innovation och offentliga investeringar i forskning och utbildning som är gynnsamma för den ekonomiska utvecklingen. Ekonomen Amartya Sen har argumenterat för att ett demokratiskt styrelseskick förhindrar att en hungersnöd inträffar.

## Mått på demokrati
En del menar att skillnaden mellan demokrati och icke-demokrati inte är svartvit utan att det finns en skala mellan de båda. Ett land skulle med andra ord kunna vara mer eller mindre demokratiskt och demokratin kunna stärkas eller försvagas från år till år. Som ett försök att mäta gradskillnader mellan mer eller mindre demokrati finns det ett antal organisationer som har tagit fram olika metoder för att mäta demokrati.

### Democracy Index
Democracy Index, demokratiindex, är ett jämförelsetal för graden av demokrati, beräknat av tidskriften The Economist.
Enligt detta index var Norge det mest demokratiska landet år 2015, följt av Island och Sverige (med totalt 9,45 poäng), medan Nordkorea klassas som en av ett antal auktoritära regimer och hamnar sist (med 1,03 poäng). Indexet omfattar 167 olika länder, varav 20 klassas som fullt demokratiska.

### Freedom House
Freedom House publicerar varje år rapporter över situationen för demokrati och frihet i världens länder. Länderna bedöms i två aspekter, politisk frihet och mänskliga rättigheter, på skalan 1-7. Därefter delas länderna in i tre kategorier till följd av resultatet: fria (free), delvis fria (partly free) och ej fria (not free).
Utöver den årliga publikationen Freedom in the World, publiceras årligen Freedom of the Press, Nations in Transit och Countries at the Crossroad. Den första tar upp journalisters frihet och självständighet runt om i världen, Nations in Transit fokuserar sin bevakning på 29 länder i centrala Europa och Eurasien. Countries at Crossroads är en publikation som behandlar 30 olika länder som alla står i ett vägskäl vad gäller politisk utveckling. Vidare ges flera olika specifika och fristående rapporter ut varje år.[källa behövs]

### Polity
Indexet Polity är konstruerat av statsvetare som retroaktivt har satt ett demokrativärde på världens länder för varje år sedan år 1800. Varje politisk regim placeras in på en 21-gradig skala som sträcker sig från -10 (arvsmonarki) till +10 (konsoliderad demokrati). I analysen studeras hur den verkställande makten rekryterats och vilka begränsningar som fanns på den, samt hur den politiska konkurrensen såg ut vid tillfället.

## Icke-demokratiska styrelseskick
Exempel på andra styrelseskick än demokrati är envälde, autokrati, aristokrati och hierokrati (präststyre, som slentrianmässigt brukar kallas teokrati, trots att det betyder "gudsvälde"). Monarkier kan vara demokratiska om den politiska makten utgår från röstberättigade snarare än monarken själv. Demokratiska monarkier är ofta konstitutionella monarkier.[källa behövs]